# فيجاي شانكار
فيجاي شانكار (26 يناير 1991 في الهند - ) هو لاعب كريكت هندي. شارك مع منتخب الهند الوطني للكريكت. أما مع النوادي، فقد لعب مع تشيناي سوبر كينغز وصن رايزرز حيدر آباد وTamil Nadu cricket team ‏ ودلهي كابيتالز.

## وصلات خارجية
- فيجاي شانكار على موقع إي آس بي آن كريك إنفو (الإنجليزية)